# Józef Lubacz
Józef Lubacz (ur. 16 marca 1950 w Gliwicach) – polski teleinformatyk, nauczyciel akademicki, filozof nauki i techniki. 

## Życiorys
W 1971 roku ukończył studia na Wydziale Elektroniki Politechniki Warszawskiej, a w 1977 roku na Wydziale Matematyki, Informatyki i Mechaniki Uniwersytetu Warszawskiego.
Prowadził prace badawcze jako visiting professor we Francji, Kanadzie i Szwecji.
Kierownik Zakładu Teleinformatyki i Telekomunikacji (1988–2002), dziekan Wydziału Elektroniki i Technik Informacyjnych (2002–2005), dyrektor Instytutu Telekomunikacji (2008–2016).
Współtworzył Międzynarodowe Centrum Ontologii Formalnej działające przy Wydziale Administracji i Nauk Społecznych Politechniki Warszawskiej i przewodniczył Radzie Programowej Centrum.
Od 2019 roku jest pracownikiem Zakładu Filozofii i Etyki w Administracji tego wydziału.
W latach 1992–2002 był przedstawicielem Polski w European Cooperation in Science and Technology COST oraz członkiem kilku kadencji Komitetu Elektroniki i Telekomunikacji PAN.
W latach 2010–2013 przewodniczył Radzie Głównej Nauki i Szkolnictwa Wyższego (RGNiSW), a w latach 2006–2009 był przewodniczącym Komisji Edukacji RGNiSW.
Od 2020 roku kieruje międzyuczelnianym Instytutem Problemów Współczesnej Cywilizacji im. Marka Dietricha.
Przez wiele lat prowadził badania i pracę dydaktyczną w zakresie telekomunikacji i teleinformatyki. Równolegle zajmował się problematyką humanistyczną i społeczną, m.in. pozatechnicznymi aspektami rozwoju techniki oraz filozofią nauki, techniki, a także filozofią twórczości.
Opublikował przeszło 120 prac naukowych, jest też autorem licznych projektów i opracowań technicznych; wypromował 10 doktorów.